# Anaulacomera neofurcifera
Anaulacomera neofurcifera är en insektsart som beskrevs av Otte, D. 1997. Anaulacomera neofurcifera ingår i släktet Anaulacomera och familjen vårtbitare. Inga underarter finns listade i Catalogue of Life.